# Hermann Vierordt
Hermann Vierordt, född den 13 oktober 1853 i Tübingen, död där den 28 december 1943, var en tysk medicinare och medicinhistoriker. Han var son till Karl von Vierordt.
Vierordt blev medicine doktor 1876 och 1902 ordinarie honorarprofessor i Tübingen. Han skrev bland annat Kurzer Abriss der Perkussion und Auskultation (1884; 14:e upplagan 1918) och utgav 1906–1909 (tillsammans med Moritz Tobias Schnirer) Enzyklopädie der praktischen Medicin (4 band). 